# Socovos
Socovos és un municipi de la província d'Albacete, limita al sud amb els municipis de Calasparra i Moratalla (Comunitat Autònoma de Múrcia) i al nord amb el municipi de Férez. Comprèn les pedanies de Tazona, Los Olmos, Cañada Buendía i El Cañar.

## Demografia
| 1900  | 1910  | 1920  | 1930  | 1940  | 1950  | 1960  | 1970  | 1981  | 1991  | 1996  | 2001  | 2006  |
| ----- | ----- | ----- | ----- | ----- | ----- | ----- | ----- | ----- | ----- | ----- | ----- | ----- |
| 2.039 | 2.260 | 2.471 | 2.861 | 3.290 | 3.424 | 3.242 | 3.115 | 2.241 | 1.983 | 2.106 | 2.003 | 1.929 |

## Galeria d'imatges

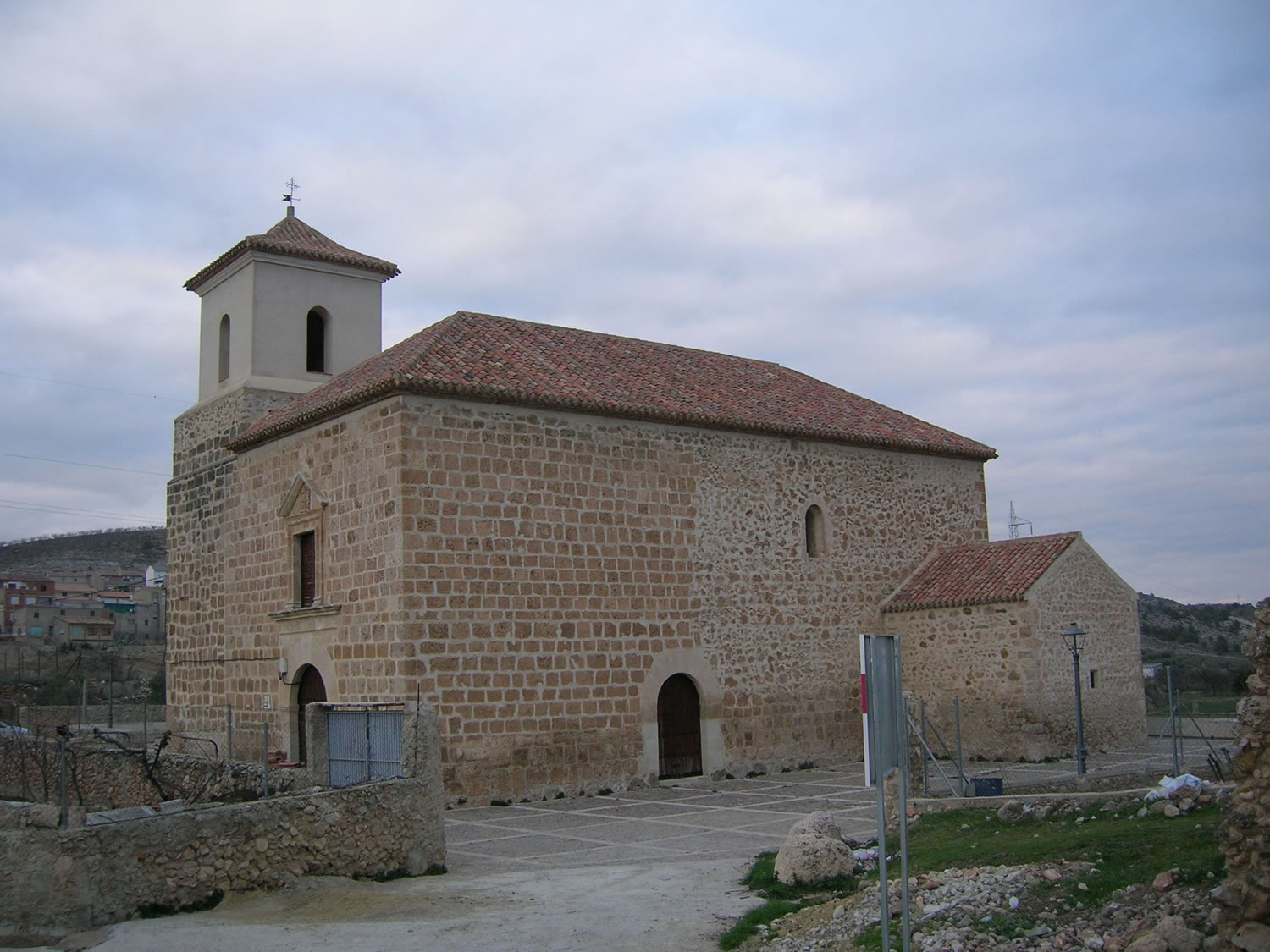
Església

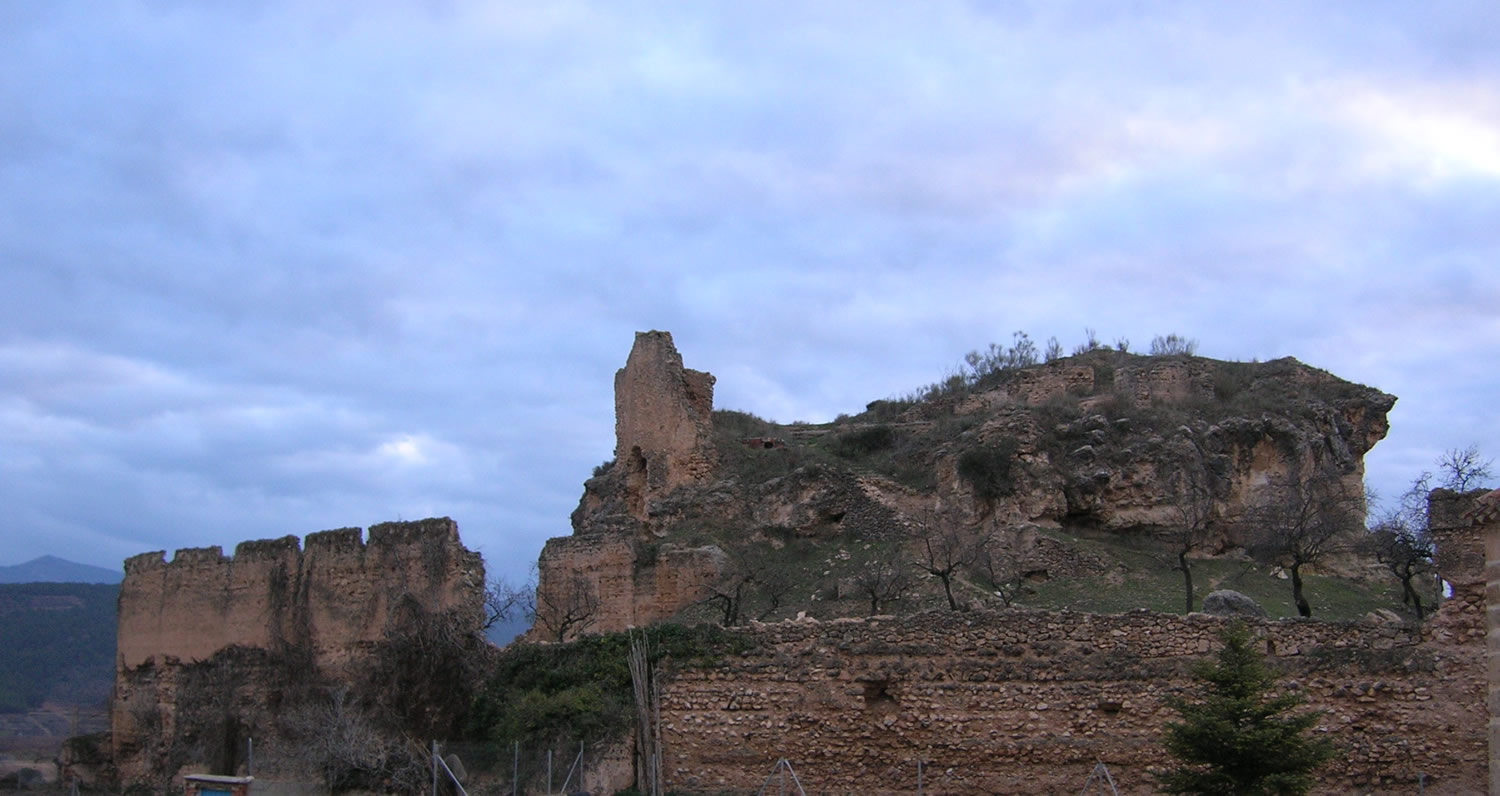
Castell
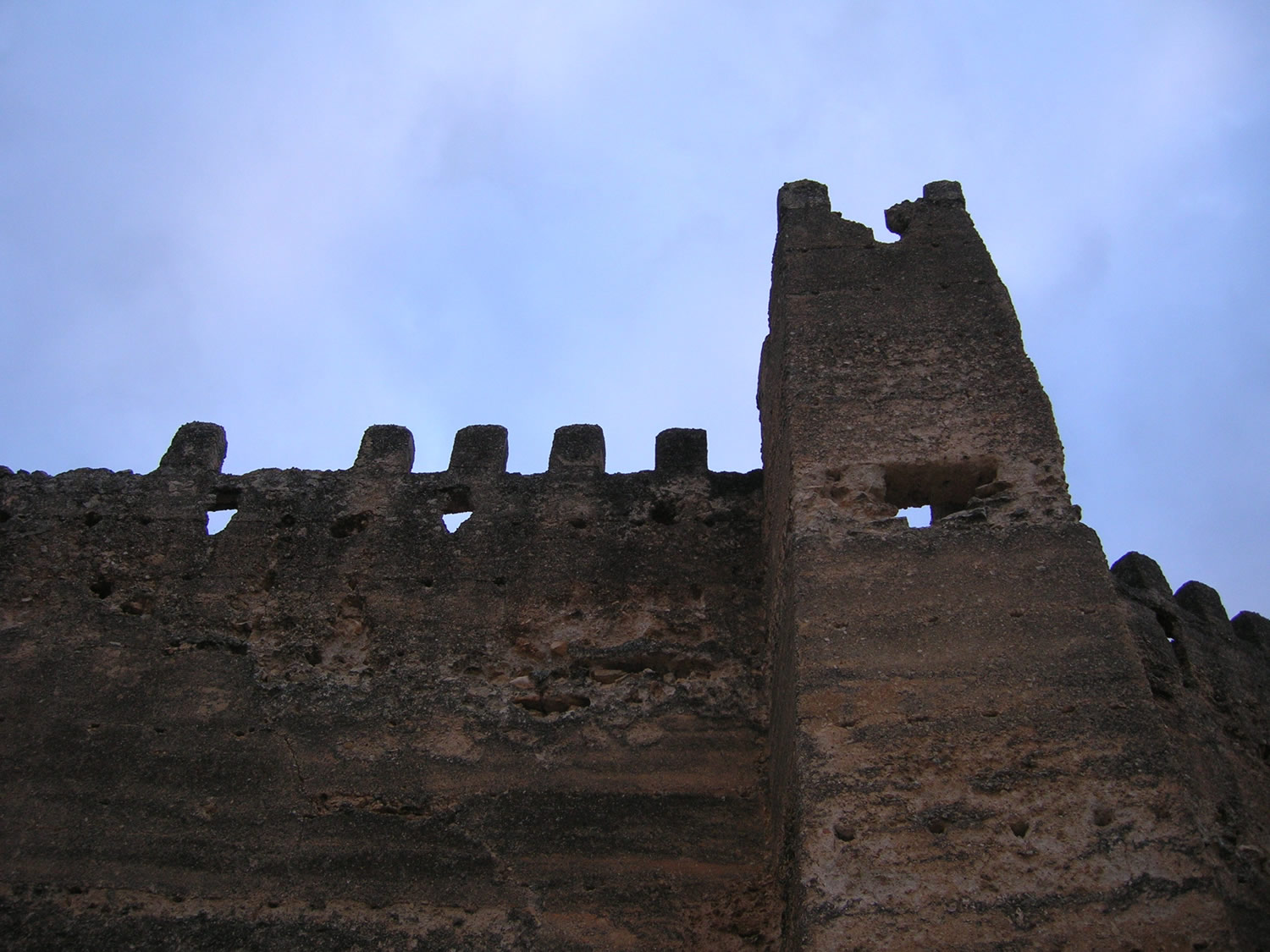
Castell